# Imagine 3D
Imagine 3D – program do modelowania 3D i raytracingu. 
Stworzony został w 1991 roku przez Impulse, Inc. Oryginalnie Imagine był pochodną wcześniejszego programu tej samej firmy - TurboSilver, stworzonego dla komputera Amiga. Imagine, poza Amigą, został przeportowany później także pod MS DOS i Microsoft Windows. Wersja windowsowa programu przestała się rozwijać wraz z wycofaniem się firmy Impulse z rynku 3D, jednak wersja na Amigę jest utrzymywana i sprzedawana przez CAD Technologies.
Program posiada własny format obiektów (.iob).